# Leonardo Canales
Leonardo Rodrigo Canales Agostinelli (Ovalle, Región de Coquimbo, Chile; 21 de diciembre de 1963) es un exfutbolista y director técnico chileno. Fue un destacado arquero con actuaciones regulares durante más de dos décadas en el fútbol chileno de Primera y Segunda divisiones, incluso alcanzando esporádicos pasos en la selección.
Actualmente es entrenador del Club Deportivo Ovalle, anteriormente cumplió funciones de preparador de arqueros en este club y en Cobreloa, equipo con el que consiguió su mayor logro deportivo: el título del Campeonato Nacional de 1992, en el que el equipo acumuló un total de 27 fechas sin derrotas.

## Clubes

### Como jugador
| Club                 | País  | Año       |
| -------------------- | ----- | --------- |
| Deportes Ovalle      | Chile | 1980-1981 |
| Universidad Católica | Chile | 1982-1984 |
| Naval                | Chile | 1984-1988 |
| Fernández Vial       | Chile | 1989      |
| Unión Española       | Chile | 1990      |
| Deportes Antofagasta | Chile | 1991      |
| Cobreloa             | Chile | 1992-1994 |
| Coquimbo Unido       | Chile | 1995      |
| Provincial Osorno    | Chile | 1996      |
| Deportes Antofagasta | Chile | 1998      |
| Deportes La Serena   | Chile | 1999-2001 |

### Como entrenador
| Club             | País  | Año  |
| ---------------- | ----- | ---- |
| Municipal Ovalle | Chile | 2019 |
| Municipal Ovalle | Chile | 2024 |

## Palmarés

### Campeonatos nacionales
| Club                 | País  | Año  |
| -------------------- | ----- | ---- |
| Universidad Católica | Chile | 1984 |
| Cobreloa             | Chile | 1992 |

## Anecdotario
- Canales fue el primer arquero batido por Marcelo Salas, goleador histórico de la selección chilena y tercer jugador de ese país con más anotaciones en su carrera profesional. Fue el 2 de enero de 1994,[2] cuando Cobreloa derrotó 2-1 a Universidad de Chile en el cierre del Campeonato Nacional de 1993.
- Además de su labor deportiva, Canales gerencia una empresa de transporte para la minera El Tesoro, que se ubica a unos 100 kilómetros de Calama.[1]
- Canales fue uno de los principales rostros[3] durante la agonía y muerte de Fernando Cornejo, quien fuera compañero suyo en Cobreloa,